# 內穆內利斯河
內穆內利斯河是東歐的河流，流經立陶宛北部和拉脫維亞南部，河道全長191公里，流域面積4,048平方公里，發源自羅基什基斯以南6公里，該河有超過50條支流。
56°24′N 24°09′E / 56.400°N 24.150°E